# Проворный (корвет)
«Проворный» — корвет с управляемым ракетным вооружением Военно-Морского Флота Российской Федерации, второй в серии корветов проекта 20385. Корабль предназначен для патрулирования ближней морской зоны, борьбы с надводными кораблями и подводными лодками, для обеспечения ПВО отрядов кораблей пунктов базирования, а также для артиллерийской поддержки высадки и действий морского десанта.
Войдёт в состав 114-й бригады кораблей охраны водного района (бухта Ильичёва) Камчатской флотилии разнородных сил ТОФ ВМФ России с базированием в городе Петропавловск-Камчатский.

## Строительство
Резка металла и подготовка к закладке началась на Северной верфи в апреле 2013 года. Официальная церемония закладки (строительный № 1006) прошла 25 июля 2013 года по модернизированному проекту 20385 (базовый проект 20380), предусматривающему установку на корабле восьми ячеек УКСК 3С14 для ракет «Калибр», «Оникс» и «Циркон», вместо восьми противокорабельных ракет Х-35 «Уран». Из-за этого увеличена длина на 2 метра до 106,3 метра, а полное водоизмещение до 2430 тонн.
В мае 2016 года завершилось формирование корпуса.
К 2018 году на «Проворный» установлено осветительное оборудование производства норвежской промышленной группы Glamox, но так как данная компания отказалась от поставок своей продукции для российского ВПК из-за опасения последствий со стороны США, на все последующие корабли серии будет установлено осветительное оборудование российского производства.
В апреле 2019 года стало известно, что Санкт-Петербургский филиал ОАО «ВНИИР-Прогресс» завершил поставку комплекта ЭТИ из состава общего электрооборудования. Также была смонтирована система корабельного мониторинга производства завода «Энергия».
В сентябре 2019 года корвет спущен на воду. Передача корвета флоту изначально была запланирована на конец 2022 года.
17 декабря 2021 года на судне произошел пожар, в результате которого пострадали верхняя палуба, ходовая рубка главного командного поста и интегрированная башенно-мачтовая конструкция. При этом, по официальным сведениям, корпус корвета из-за наличия на нём противопожарной изоляции серьёзно не пострадал, повреждённая же надстройка должна быть демонтирована.
После повреждений, полученных корветом при пожаре, сроки его сдачи были перенесены. Предварительные исследования корпуса корабля позволяли утверждать, что он мог быть восстановлен не ранее 2026 года.
14 апреля 2022 года руководитель Средне-Невского судостроительного завода сообщил, что это предприятие заключило контракт на изготовление новой надстройки для корабля и планирует поставить её к концу 2022 года. 14 ноября того же года новая надстройка, с опережением графика, была успешно установлена. 16 августа 2022 года на форуме «Армия-2022» Генеральный директор ПАО Судостроительный завод «Северная верфь» Игорь Орлов сообщил журналистам, что корвет будет ориентировочно введён в строй в 2024 году.
18 июня 2024 года корвет повторно спущен на воду, достраивается на плаву, готовится к швартовным испытаниям.

## Основные характеристики
- Водоизмещение стандартное: 1800 тонн
- Водоизмещение полное: 2430 тонн
- Длина наибольшая: 106,3 метра
- Длина по КВЛ: 92 метра
- Ширина наибольшая: 13 метров
- Ширина по КВЛ: 11,1 метра
- Осадка наибольшая: 7,95 метров (с бульбом)
- Осадка средняя: 3,7 метра
- Двигатели: 4 дизеля 16Д49
- Агрегаты: дизель-дизельные агрегаты ДДА12 000 «Коломенский завод» (установлены вместо немецких MTU)
- Движители: 2 пятилопастных гребных винта
- Общая мощность: 24 000 л.с.(17 652 кВт)
- Скорость полного хода: 27 узлов
- Скорость экономического хода: 14 узлов
- Дальность плавания: 4000 миль (на 14 узлах)
- Автономность плавания: 15 суток (по запасам провизии)
- Экипаж 100 человек (в т. ч. 14 офицеров)